# Station Jelenia Góra Celwiskoza
Station Jelenia Góra Celwiskoza is een spoorwegstation in de Poolse plaats Jelenia Góra.